# Albert Schöpf
Albert Schöpf (* 29. April 1906 in Bregenz, Vorarlberg; † 5. Oktober 1980 in Linz, Oberösterreich) war ein österreichischer Politiker (ÖVP).

## Leben
Nach dem Besuch der Volksschule und der Bürgerschule in Bludenz maturierte Albert Schöpf 1926 am Realgymnasium in Bregenz. Dann schrieb er sich an der Universität Innsbruck ein, an welcher er Rechtswissenschaften studierte und im Jahr 1931 promovierte. Seit 1926 war er Mitglied der katholischen Studentenverbindung AV Austria Innsbruck. Bis 1934 war Schöpf in der Privatwirtschaft tätig, ehe er Beamter in der Stadtverwaltung der Stadt Linz wurde.
Im Ständestaat war Albert Schöpf Leiter der Vaterländischen Front für Urfahr und Linz sowie Landesführer der Ostmärkischen Sturmscharen für Oberösterreich. In dieser Zeit entwickelte sich eine enge Freundschaft zwischen ihm und Bundeskanzler Kurt Schuschnigg, den er bereits bei der AV Austria Innsbruck kennen gelernt hatte.
Während der NS-Zeit war Albert Schöpf als rechtskundiger Beamter bei der Wohnbaugesellschaft der Reichswerke Hermann Göring, der heutigen (von der Voest nach dem Krieg getrennten) Wohnungsaktiengesellschaft (WAG) angestellt, welche er nach der Befreiung leitete. Als ehemaliger Funktionär der Vaterländischen Front wurde er als wehrunwürdig angesehen und wurde erst mit dem letzten Aufgebot, im Zuge des „Volkssturmes“ eingezogen. Bei seinem Einsatz kurz vor der Befreiung wurde er am Arm angeschossen. 1942 wurde er des Hochverrats beschuldigt, weil er bei einer Parade „Heil Schuschnigg!“ gerufen hätte. Es kam nicht zur Anklage, die Behauptung wurde zurückgezogen. 
Von 30. November 1947 bis 14. Oktober 1951 war er Obmann der ÖVP Oberösterreich. Im Februar 1948 wurde Schöpf in Wien als Mitglied des Bundesrats vereidigt. Nach eineinhalb Jahren als Bundesrat zog er im November 1949 als Abgeordneter der ÖVP in den Nationalrat ein, dem er vier Jahre, bis März 1953 angehören sollte. Danach wurde er erneut als Mitglied des Bundesrats angelobt, er blieb es bis März 1956. Von 1945 bis 1962 leitete er die Wohnungsaktiengesellschaft (WAG). In dieser Zeit sind die Siedlungen am Bindermichl, am Harter Plateau, am Keferfeld, am Spallerhof, am Hummelhof, am Ödhof, am Makartblock, in Kleinmünchen, am Froschberg, in Steyr (Direktionsstraße und Münichholz), in Kirchdorf, in Micheldorf, in Sierning-Letten, in Windischgarsten, in Spital am Pyhrn, in Traisen, in Eisenerz (Trofeng und Schloss Leopoldstein), in Radmer, in Trofaiach, in Leoben-Seegraben, in Leoben-Massenberg, in Köflach, in Voitsberg, in Fohnsdorf, in Judenburg-Bereitschaft, in Hüttenberg und in Judenburg-Murdorf entstanden. Zum Jahresende 1958 war die WAG im Besitz eines Gesamtvermögens von 901,7 Mio. Schilling.
Aufgrund seiner außerordentlichen Verdienste um die Stadt Linz trägt die Albert-Schöpf-Straße seinen Namen.